# Technip
Technip foi uma empresa francesa de engenharia localizada em Paris. Suas ações eram negociadas na Euronext Paris. Em 2017, as empresas Technip e FMC Technologies sofreram fusão, gerando a TechnipFMC.